# O vară de neuitat
O vară de neuitat (1994, franceză Un été inoubliable) este un film dramatic regizat și produs de Lucian Pintilie. Filmul este o coproducție româno-franceză, cu scenariul scris de regizor pe baza unui capitol de roman al lui Petru Dumitriu.
Personajele principale sunt un căpitan român și soția lui dintr-o familie mixtă româno-maghiară, pe care serviciul ofițerului îi duce la frontiera româno-bulgară din Cadrilater. Aici, teroriști atacă și ucid soldați români, de aceea unitatea militară română ia ostatici niște țărani bulgari nevinovați. Superiorii căpitanului îi ordonă acestuia să-i execute, dar el refuză și, ca urmare, cariera lui nu mai are viitor.
Rolul soției este interpretat de actrița britanică Kristin Scott Thomas, unul din cele mai importante din cariera sa.
Filmul a avut o primire critică în general bună, atât în România, cât și în Occident.

## Acțiunea filmului
Acțiunea filmului are loc în vara anului 1925. În acea perioadă, România stăpânește, în urma celui de-al Doilea Război Balcanic (1913), regiunea numită Cadrilater, o parte din sudul Dobrogei aparținând până atunci Bulgariei. Acolo sunt staționate trupe românești.
Filmul începe cu plecarea în permisie a unui locotenent, Turtureanu, în orășelul de garnizoană. Merge la bordel împreună cu un camarad al său, unde chefuiesc. Apare o persoană din partea autorităților, care le amintește că bordelul este închis provizoriu. Una dintre prostituate, Erzsi, protestează vehement, insultându-l în mod vulgar pe oficial, în română și în maghiară. Acesta devine repede mai indulgent când proprietăreasa îl servește cu băutură și îi dă bani. Omul cere doar ca fetele să nu se arate la ferestre, căci în casa de peste drum va avea loc un bal important.
Când participanții la bal sosesc rând pe rând, Erzsi totuși se arată, prezentându-și fundul gol. Un grup de ofițeri, printre care și Turtureanu, se uită la ea din stradă. Apare generalul Ipsilanti, care îi ordonă lui Turtureanu și încă unui ofițer să rezolve situația. Erzsi li se împotrivește, strigând lozinci în favoarea regimului comunist al Republicii Ungare a Sfaturilor, lichidat în 1919 cu contribuția armatei române. Turtureanu o lovește dur, spunând că România Mare nu s-a făcut ca Erzsi să-și bată joc.
Balul este dat de doamna Vorvoreanu, născută Lascari, dintr-o familie de boieri. La bal apare căpitanul Petre Dumitriu cu soția lui. Doamna Vorvoreanu stă de vorbă cu fratele ei, Șerban Lascari. Îi atrage atenția asupra soției căpitanului, pe care o numește Maria-Theresia von Debretzy, și-i spune că aceasta este nepoata lor. Tatăl ei, Debretzy, se trăgea dintr-o familie de nobili maghiari. Călătorind în România, a cunoscut-o pe Sofia Lascari, sora lor, și s-au îndrăgostit. Sofia a plecat în Ardeal împotriva voinței familiei sale și s-au căsătorit. Tatăl Mariei-Theresia a fost ucis în timpul Republicii Sfaturilor. Când armata română a pătruns în Ungaria, căpitanul a salvat-o pe Maria-Theresia de tentativa de viol a unor soldați români. S-au căsătorit și s-au stabilit în România. Maria-Theresia a învățat perfect româna, dar cu pronunție de Oxford, pentru că a fost crescută în Anglia. Au trei copii. Doamna Vorvoreanu este supărată pe Maria-Theresia. O consideră arogantă, pentru că nu ține legătura cu rudele ei române. Mai spune că generalul Ipsilanti, șeful de stat major al diviziei, a pus ochii pe Maria-Theresia. Acesta vine s-o salute pe doamna Vorvoreanu, care îi face cunoscut că a organizat balul pentru el, și de aceea a invitat-o și pe Maria-Theresia. Aceasta dansează cu soțul ei, dar pentru dansul următor, Ipsilanti o preia fără nicio vorbă și îi face curte. Maria-Theresia îl respinge ironic.
Ca să scape de încercările lui Ipsilanti, căpitanul își cere transferul. Generalul îi ordonă imediat superiorului direct al căpitanului să-l transfere la frontiera cu Bulgaria în locul altui ofițer, care a fost ucis de comitagii, teroriști care luptă împotriva stăpânirii române.
Căpitanul cu toată familia, cu Eva, guvernanta copiilor, cu câinele Eros, cu mobila și clavecinul lor trec Dunărea cu bacul. Sunt veseli, dar când ajung la locul de staționare cu aspect sărăcăcios al companiei ajunse sub comanda căpitanului, soția lui se uită în jur cu îngrijorare. Căpitanul o consolează, spunându-i că nu vor rămâne mult timp acolo, dar Maria-Theresia răspunde că îi place locul și se apucă imediat de instalarea familiei.
Copiii împreună cu mama lor fac baie veseli în exterior. De departe se uită la ei intrigați o femeie purtând șalvari și cei doi copii ai ei. Maria-Theresia îi cheamă să le dea ciocolată, dar cei trei pleacă.
Din manifestările soților se vede că se iubesc. Familia încearcă să-și trăiască viața fericită și în condițiile noi. În seara sosirii lor cinează la masa frumos așternută, îmbrăcați elegant, apoi fac muzică, dar brusc ceva le sparge oglinda venețiană. Nu se neliniștesc în mod deosebit din cauza aceasta.
Locotenentul Turtureanu face parte din aceeași companie. O dată, un grup de soldați patrulează în frunte cu căpitanul și locotenentul. Zăresc un grup de oameni care stau de vorbă și râd în jurul unui foc. Un soldat trage un foc din greșeală, și ceilalți pornesc la atac fără ordin. Oamenii din grup fug care încotro, iar un soldat cade la pământ și rămâne nemișcat. Nu se știe cine l-a împușcat.
Încă de la începutul filmului, Turtureanu se arată a fi o figură negativă. Așa îl percepe și Maria-Theresia, care îl tratează cu indiferență. Aceasta îl deranjează pe locotenent, care înjură și cu referire la originea maghiară a femeii, desigur atunci când cuplul nu-l aude. Într-o seară, când șed în fața casei admirând un dâmb pe care Maria-Theresia l-a botezat Fuji-yama, soții tresar la o scenă în care Turtureanu îl bate cu cruzime pe un soldat, fapt la care Maria-Theresia reacționează dureros. Căpitanul îl admonestează pe locotenent, care se justifică spunând că în toate unitățile sunt bătuți soldații. Căpitanul îi interzice să mai facă asta.
Într-o noapte, niște comitagii omoară soldații neglijenți dintr-un pichet de pe frontieră. De la companie merge un grup la fața locului, dar nu mai poate decât să-i adune pe soldații uciși și să-i aducă la companie. Maria-Theresia vede că li s-au tăiat buzele și este cuprinsă de groază.
Într-o dimineață, Maria-Theresia este trezită de râsetele copiilor, care stau cu niște țărani bulgari ce lucrează în grădina de legume. Îi cheamă pe copii în casă și își întreabă soțul ce caută oamenii aceia acolo. Acesta îi spune că sunt arestați din cauza atacului comitagiilor, iar el trebuie să cerceteze cazul, deși știe că oamenii aceia nu au nicio legătură cu incidentul.
Căpitanul pleacă la Siguranță, fiind chemat în chestiunea arestaților. Maria-Theresia îi servește cu vin și promite că munca lor va fi plătită. Seara începe să-i plătească, în timp ce Turtureanu îl cheamă pe câte unul în birou și îl bate. Întors la companie, căpitanul îi spune soției sale că a primit ordin să-i execute pe țărani, ca represalii pentru atacul comitagiilor. Îl sună la telefon colonelul comandant al regimentului și îi cere să-i raporteze despre executarea ordinului. Căpitanul îi răspunde că așteaptă ordin scris înainte de a-l îndeplini.
Nevestele țăranilor încearcă să ajungă la bărbații lor, dar soldatul care îi păzește nu le lasă. În acest timp, căpitanul face instrucție cu niște soldați, iar cele două fetițe ale lui și guvernanta udă grădina împreună cu țăranii. Deși cunoaște ordinul, Maria-Theresia încearcă să-l liniștească pe Petko, unul din țărani, spunându-i că vor fi lăsați liberi.
La companie vin comandantul regimentului și generalul Ipsilanti. Căpitanul îi cere și acestuia ordin scris. Generalul îl laudă ca pe un ofițer inteligent, cult și bine pregătit, o raritate în armată, și îi prevede o carieră strălucită dacă îndeplinește ordinul, dar sfârșitul acesteia dacă nu-l îndeplinește. Deocamdată îi dă timp de gândire. Căpitanul îi invită la masă pe superiori. În timpul prânzului, Ipsilanti laudă salata, la care Maria-Theresia răspunde că nu ar fi așa de bună fără țăranii bulgari, și le ia apărarea, așa cum, spune ea, ar apăra orice oameni nefericiți, căci pe aceia îi simpatizează.
Turtureanu intră în birou ca să-l reclame pe căpitan generalului, apoi intră și căpitanul la el și îi cere din nou ordin scris. Atunci Ipsilanti îi ia comanda companiei. Sub comanda locotenentului, un grup de soldați pornește cu țăranii. Pe Petko, care imploră să fie lăsați în viață, Maria-Theresia încearcă să-l liniștească mințindu-l că nu vor fi împușcați, ci duși în satul lor.
Mai târziu, când familia tensionată încearcă să ia cina, din depărtare se aud împușcături. Atunci Maria-Theresia adună mânioasă salata din farfuria fiecăruia, spune că e putredă și o aruncă. Apoi merge la oglinda spartă, o ia de pe perete și dintr-o gaură din dreptul spărturii scoate un glonț.
Căpitanul se prezintă la generalul Cilibia, comandantul de divizie. Acesta îi acuză soția de comunism, pentru că a luat apărarea țăranilor bulgari, și îl face ticălos pe căpitan pentru faptul că s-a căsătorit cu o unguroaică, o femeie dintre dușmanii neamului românesc, nu îndeplinește ordinele guvernului și îl compromite pe el, generalul, prin aceea că are un subordonat care refuză îndeplinirea unui ordin. Îl amenință că îl va muta dintr-o garnizoană în alta sub comandanții cei mai insuportabili, și că va ieși la pensie cu gradul de căpitan. La sfârșit, ca să-l jignească, îl întreabă dacă Erzsi, prostituata, se cunoaște demult cu soția lui, căci doar sunt din același loc. Căpitanul își duce mașinal mâna la sabie, dar generalul își cere scuze ironic. După ce iese de la general, căpitanul are tentația să se sinucidă, dar nu o face, ci izbucnește într-un plâns dureros.
Familia merge cu trăsura către bac. După trăsură aleargă soția lui Petko îmbrăcată în negru, strigând repetat numele acestuia. Pe dâmbul de pe malul Dunării se adună toate femeile îndoliate. Una dintre fetițe fuge într-un staul cu oi, iar mama ei după ea. Femeile fug și ele acolo blestemând, și câteva încep s-o bată pe Maria-Theresia. Soțul ei fuge s-o salveze și o împușcă pe una dintre ele.
Filmul se termină cu spusele fostului băiețel al familiei, care își aduce aminte ca adult că timp de câteva zile a mai întrebat-o pe mama lui când mai vine Petko, la care ea nu răspundea, apoi a început să bea, iar el l-a uitat pe Petko, dar nu și vara aceea, căci a fost cea mai frumoasă din copilăria lui.

## Rolurile cele mai importante
- Kristin Scott Thomas: Maria-Theresia von Debretzy, soția căpitanului Dumitriu
- Claudiu Bleonț: căpitanul Petre Dumitriu
- Răzvan Vasilescu: locotenentul Turtureanu
- Marcel Iureș: generalul Ipsilanti
- George Constantin: generalul Cilibia
- Olga Tudorache: doamna Vorvoreanu
- Tamara Crețulescu: Eva, guvernanta copiilor
- Ioan Gyuri Pascu: Petko, țăran bulgar
- Bea Fülöp: Erzsi, prostituată

## Antecedentele filmului
Petru Dumitriu, pe opera căruia se bazează scenariul, s-a născut în 1924, într-o familie mixtă. Tatăl lui, Petre Dumitriu, era ofițer de grăniceri, iar mama, Theresa von Debretzy era moașă, născută într-o familie de mici nobili secui. Aveau o casă la Orșova și una la Baziaș. Ofițerul ținea de garnizoana din Orșova și era cu serviciul la Baziaș, dar a fost mutat pentru o vreme în Cadrilater, la Turtucaia. Familia era acolo în 1926 și acolo s-a născut sora lui Petru Dumitriu. În 1935, tatăl lui a fost mutat de la grăniceri la infanterie, la Târgu-Jiu, pentru că refuzase să îndeplinească ordinul de a-i executa pe niște țărani sârbi care lucrau în grădina lui de la Baziaș, suspectați fiind de unele acțiuni ilegale.
În 1957, scriitorul a publicat romanul Cronică de familie, în trei volume. În volumul al II-lea, partea a XI-ea, întitulată Salata, ar putea fi și o nuvelă independentă. Personajele principale ale acesteia sunt numite de scriitor căpitanul Petre Dumitriu și Maria-Theresia von Debretzy, deci folosește numele părinților săi. Scriind scenariul filmului pe baza Salatei, Lucian Pintilie a păstrat aceste nume. De altfel, acțiunea filmului o urmează fidel pe cea a nuvelei, păstrând exact chiar și majoritatea dialogurilor din ea, începând cu scena balului până la plecarea familiei de la compania din Cadrilater.

## Producția filmului
Filmul este o coproducție româno-franceză. Au luat parte la ea, din partea română, societatea de producție Filmex Romania și Studioul Ministerului Culturii, iar din partea franceză, MK2 Production, Cinéma La Sept, Canal+, Ministerul Culturii și al Francofoniei, cu sprijinul Centrului Național al Cinematografiei.
După ce a văzut-o de mai multe ori pe scenă, Lucian Pintilie a vrut-o neapărat pe Kristin Scott Thomas în rolul Maria-Theresia, dar aceasta a refuzat mai întâi, pe de o parte pentru că avea contract pentru un rol de teatru, pe de alta deoarece se temea să meargă într-o regiune în care avea loc un război, cel din Bosnia. Totuși, după ce a văzut filmul precedent al lui Pintilie, Balanța, care a impresionat-o, a reziliat contractul cu teatrul și a acceptat rolul în film. Deși nu știe românește, a învățat și a jucat rolul în această limbă. În același timp a mai spus câte ceva și în engleză, și în franceză. Pentru ca accentul ei să fie explicabil, în film se amintește că a crescut în Anglia.
Kristin Scott Thomas a avut în acest film primul ei rol care a atras în mod deosebit atenția criticii. Ea însăși a declarat că este unul dintre rolurile de care este foarte mândră.
În film se mai aud și din partea altor personaje fraze în franceză, ba chiar și în maghiară și bulgară se exprimă câte un personaj.

## Teme
Criticul Andrei Gorzo atrage atenția aspra unui fapt interesant. Lucian Pintilie era cunoscut pentru sentimentele sale anticomuniste. Considera perioada interbelică a României mai bună decât cea de după al Doilea Război Mondial. Până în 1940 a avut teritoriul cel mai extins din istoria sa, era o putere regională importantă. În anii 1990, mulți români au idealizat acea perioadă. Naționalismul, reînviat în perioada lui Ceaușescu, îi caracteriza pe mulți români și în anii ’90. Însă Pintilie nu idealiza perioada de dinainte de regimul comunist și nu era nici naționalist. De aceea împărtășea mesajul nuvelei lui Petru Dumitriu, deși aceasta corespundea tendinței din anii 1950 de a înfiera perioada interbelică și naționalismul. Pe de altă parte, nu întâmplător a realizat filmul atunci când în memoria oamenilor era încă viu conflictul interetnic de la Târgu Mureș din martie 1990, și se desfășura războiul din fosta Iugoslavie.
Ca și nuvela, filmul prezintă o imagine negativă despre România din anii 1920. Apare ca o putere asupritoare, brutală, mergând până la crimă. Armata ei este în realitate slabă, majoritatea ofițerilor sunt limitați, brutali și șovini, ca locotenentul Turtureanu și generalul Cilibia, soldații sunt insuficient instruiți, ei înșiși victime. Numai țăranii, personaje secundare, nu apar într-o lumină negativă, fiind și ei victime. După cum reiese din spusele lui Petko, fie că sunt sub domnia țarului bulgar sau a regelui român, nevoiașii suferă indiferent de etnie.
Doinel Tronaru relevă de asemenea modul în care Pintilie prezintă cauzele înapoierii regiunii Balcanilor, instituțiile românești, îndeosebi stupiditatea armatei, efectul distructiv al naționalismului, de oricare națiune ar fi vorba.

## Interpretări și critici
În România, filmul a fost primit cu entuziasm de critici, dar cu rezerve de public, căci nu corespundea tendinței din anii 1990 de idealizare a perioadei interbelice, nici naționalismului. În presa occidentală a avut în general critici pozitive, după cum reiese din citatele cuprinse în pliantul de prezentare a filmului.
După Andrei Gorzo, una din caracteristicile filmului este antisentimentalismul, lipsa oricărei nostalgii, ceea ce este subliniat și de rapiditatea narațiunii, și de scurtimea filmului. Cuprinde foarte puține scene senine, care apar numai la începutul șederii familiei la companie. Personajele cele mai importante, inclusiv căpitanul, dar cu excepția notabilă a Mariei-Theresia, apar mai degrabă ca niște caricaturi. Numai portretul Mariei-Theresia se îmbogățește cu trăsături noi odată cu înaintarea acțiunii. Ține de antisentimentalism și faptul că regizorul nu vrea să facă un erou romantic din căpitanul Dumitriu. El este singurul ofițer omenos și cinstit, dar este așa parcă numai din iubire pentru soția lui, ca să rămână la același nivel moral la care era atunci când s-au cunoscut.
Regizorul vrea să-l neliniștească pe spectator. La aceasta contribuie caracterul neclar al unor evenimente. Nu se știe, de pildă, de ce cade un soldat atunci când vor să atace un grup de oameni, despre care de asemenea nu se știe cine sunt.
Una din virtuțile artistice ale lui Pintilie este felul în care știe să facă simțit conflictul dramatic prin raportul dintre primul plan, fundalul și un plan intermediar ale uneia și aceleiași scene. Un exemplu este scena în care în primul plan Maria-Theresia începe să le plătească țăranilor, în planul intermediar șed țărani, iar în clădirea din fundal sunt bătuți țărani.
Andrei Gorzo descoperă unele motive din westernuri în contrastul pustietate-grădină care apare în film. Și aici, pe acesta încearcă să-l rezolve femeia, pe lângă faptul că introduce eleganță, cărți și muzică în pustietate, numai că într-un mediu dominat de barbarie, crearea unei insule de civilizație este sortită eșecului, un microclimat sentimental-familial-intelectual artificial este iluzoriu.
Doinel Tronaru apreciază din punct de vedere estetic severitatea clasică a filmului.
Magdei Mihăilescu O vară de neuitat îi amintește de filmele realizate în a doua jumătate a anilor 1960 de către regizorul maghiar Miklós Jancsó (Sărmanii ﬂăcăi, Liniște și strigăt). Acestea sunt mult mai stilizate decât filmul lui Pintilie, dar acesta are în comun cu ele țărănimea supusă puterii militare și unele elemente de limbaj cinematografic.
După Eugenia Vodă, Maria-Theresia este una din figurile feminine cele mai puternice din cinematografia românească. La începutul filmului este o femeie veselă, inteligentă, spirituală, cu o natură mozartiană, după cum spune fiul ei, omenoasă, iubindu-și foarte mult soțul și copiii. Chiar și acolo unde nimic nu este frumos, vrea să vadă frumosul în orice: Fuji-yama într-un dâmb pustiu, pământ adevărat și oameni adevărați în pustietate. Dar la sfârșit nu poate face altceva, decât să „înfrumusețeze” prin minciună mersul la moarte al unor oameni nevinovați. Realitatea, precum și ultima ei tentativă de înfrumusețare o amărăsc pentru totdeauna.

## Premii și nominalizări
În anii 1994-1995, filmului i-au fost decernate mai multe premii de către UCIN:
- Premiul cel mare
- pentru cel mai bun actor în rol secundar lui Răzvan Vasilescu
- pentru cea mai bună actriță în rol secundar Tamarei Crețulescu
- pentru cele mai bune decoruri
- pentru cele mai bune costume

Filmul a avut două nominalizări, pentru:
- Palme d’Or la Festivalul de la Cannes 1994[21]
- Nastro d'argento pentru cel mai bun film european 1996, din partea lui Sindacato Nazionale Giornalisti Cinematografici Italiani[22]